# Das Kind und der Tod
Das Kind und der Tod ist ein Ölgemälde von Edvard Munch aus dem Jahr 1899. Seit 1918 befindet es sich in der Kunsthalle Bremen. Es zeigt ein kleines Mädchen am Sterbebett seiner Mutter, das angstvoll den Betrachter anblickt. Im Jahr 2005 wurde unter der Leinwand ein zweites, bislang unbekanntes Bild des Malers entdeckt. Eine Version des Motivs, die einen Bezug zur Familie Munch und zum frühen Tod der Mutter herstellt, wurde zwischen 1897 und 1899 angefertigt und hängt im Munch-Museum Oslo. 1901 entstand eine Radierung nach dem Motiv.

## Beschreibung
Das Bild ist etwas höher als breit. In der linken Bildhälfte ist, leicht von oben gezeigt, ein kleines Kind mit blonden Haaren zu sehen, das, frontal dem Betrachter zugewandt, vor dem Bett einer toten oder sterbenden Frau steht, dem es den Rücken zukehrt. Seine Arme sind erhoben, die Hände scheinen gegen die Ohren gedrückt, der Kopf leicht gesenkt. Sein Gesichtsausdruck ist unglücklich, die blauen Augen weit geöffnet. Das Kind trägt ein weißes Oberteil, dessen Ärmel bis zu den Ellenbogen reichen oder dorthin zurückgerutscht sind, unter einem knielangen, blasslila Kleid, dazu schwarze Strümpfe und dunkle Stiefel. Die Fußspitzen erreichen beinahe den unteren Bildrand. Der Schattenwurf fällt von hier aus schräg nach rechts hinten, so dass er eine Verbindung zwischen der vom Bett abgewandten Kinderfigur und der liegenden Gestalt im Hintergrund herstellt. Diese ist auf ein Bett oder Sofa gebettet, dessen Unterkante als Waagerechte etwa auf Höhe des untersten Bilddrittels beginnt und dessen Kopfende sich auf der rechten Bildseite befindet. Der Kopf der dunkelhaarigen Frau ist im Profil zu sehen und ruht mit geschlossenen Augen tief in einem weißen, bauschigen Kissen. Auch ein Teil ihres weiß verhüllten Oberkörpers ist zu sehen; die Arme scheinen auf der Brust gekreuzt. Die grünliche Decke ist bis etwa unterhalb des Brustkorbes zurückgeschoben. Ihre Farbe geht fast unmerklich in die der graugrünlichen Wand hinter dem Bett über, während das stumpfe Orange des Fußbodens sich im Schattenwurf an beiden Seiten des Kopfkissens wiederholt und hier die Assoziation mit Blutflecken erlaubt. Die tote Frau selbst wirkt extrem hager und ausgezehrt und die Farbe ihrer Haut unterscheidet sich kaum von der des Kissenbezugs. Sie kontrastiert stark mit der gesunden Hautfarbe und der angespannten Haltung der Kindergestalt, die sich offenbar gegen die Eindrücke des Todes zu wehren versucht.
Das Gemälde lässt Assoziationen mit traumatischen Erlebnissen aus der Kindheit und Jugend des Malers zu. Munch verlor im Alter von fünf Jahren seine Mutter, die an Tuberkulose starb, und neun Jahre später eine seiner Schwestern, Sophie, die an derselben tödlichen Krankheit gelitten hatte. Seine Schwester Laura wurde depressiv.
Munch schuf, so ein Kommentar zu dem Bild, „erschütternde Ausdrucksfiguren, die den Betrachter unmittelbar berühren. Das stille Entsetzen des Kindes angesichts der toten Mutter“ erweise sich „als eine Variante des berühmten Bildes Der Schrei.“

## Geschichte
Das Bild wurde 1918 von der Kunsthalle Bremen angekauft. Kunsthallen-Direktor Emil Waldmann bezahlte damals 20.000 Mark für das Bild, das als erstes Munch-Gemälde für ein deutsches Museum erworben wurde.
Auf Bitten des Munch-Museums in Oslo, das ein Œuvreverzeichnis zu Munch erstellen wollte und genaue Daten benötigte, ließ der Kunstverein Bremen es im Jahr 2005 genauer untersuchen. Röntgenaufnahmen führten damals zu der Entdeckung, dass sich unter dem Bild Das Kind und der Tod eine zweite Leinwand gleichen Formats mit einem weiteren Gemälde Munchs befand. Dieses Werk ist unsigniert und undatiert, stammt aus der Zeit um 1895 bis 1898 und zeigt einen zierlichen sitzenden Mädchenakt neben mehreren großen, grellfarbigen maskenartigen Köpfen und greifenden Händen. Es trägt den Titel Mädchen und drei Männerköpfe. Das 1918 angekaufte Bild Das Kind und der Tod wurde nach dieser Entdeckung auf einen neuen Keilrahmen aufgezogen.
Weshalb das zweite Bild sich unter der Leinwand befand, ist ungeklärt. Möglicherweise diente das Werk, das nach Aussage der Museumskuratorin Dorothee Hansen „kein Meisterwerk“ ist, als Stützleinwand für Das Kind und der Tod und wurde aus Materialnot oder weil es den Ansprüchen des Künstlers nicht genügte, so genutzt. Zahlreiche Fingerabdrücke an den Bildrändern lassen darauf schließen, dass das Werk oft hin- und herbewegt wurde, als die Farbe noch nicht ausgehärtet war, so dass davon auszugehen ist, dass sich Munch über einen längeren Zeitraum mit der Komposition beschäftigt hat.
Beide Bilder wurden in der Ausstellung Edvard Munch – Rätsel hinter der Leinwand 2011/12 in Bremen gezeigt.

## Weitere Fassungen
Eine erste Skizze zum Motiv stammt bereits aus dem Jahr 1889. Zwischen 1897 und 1899 schloss Munch ein erstes Gemälde ab, das sich heute im Munch-Museum Oslo befindet. Es ist in einer dünnen Kasein-Technik gemalt, die dem Bild eine traumhafte Transparenz verleiht. Anders als das Gemälde vom 1899 ist es im Querformat angelegt und bietet einen Einblick in das weite, leere Krankenzimmer. Die Farbgebung, insbesondere der terrakottarote Boden und die dunkelgrünen Wände, greift die Farben aus anderen Todesdarstellungen auf, etwa Der Tod im Krankenzimmer. Auch die Figuren im Hintergrund nehmen von dort bekannte Posen ein, so dass sie sich als Mitglieder der Familie Munch identifizieren lassen: von links die jüngste Schwester Inger mit dem Blick direkt zum Betrachter, Rücken an Rücken Tante Karen und Vater Christian, der abgewandte Edvard und sein Bruder Andreas in einer Pose, die an das Bild Melancholie erinnert.
Das Mädchen im Vordergrund ist Munchs ältere Schwester Sophie, die zum Zeitpunkt des Todes ihrer Mutter sechs Jahre alt war. Anders als die im Hintergrund verschwimmenden Personen, zieht sie mit ihrem roten Kleid und ihrer Präsenz sofort den Blick auf sich. Sie dient gewissermaßen als Sprecherin für die anderen Familienmitglieder und drückt deren Trauer ganz unmittelbar aus. Allerdings stammt sie aus einer anderen Zeit als die Erwachsenen im Hintergrund, so dass Munch in dem Bild zwei Zeitebenen verschmelzen lässt: die unmittelbare Tragödie des Todes und seine Auswirkung auf die Hinterbliebenen noch viele Jahre später.
Die Veränderung des ersten Gemäldes von 1897/99 hin zum zweiten aus der Kunsthalle Bremen ist laut Ulrich Bischoff typisch für die künstlerische Radikalisierung Munchs, die sich gleichermaßen in der Komposition wie in der Maltechnik vollzieht. Mit der Änderung vom Quer- ins Hochformat ist die psychologisierende Darstellung von Familie und Krankenzimmer entfallen. Übrig bleibt nur das Kind am Totenbett seiner Mutter. Auch die Maltechnik hat sich verändert: die nasse Ölfarbe bedeckt nur noch an wenigen Stellen (Kragen und Ärmel des Kindes) die Leinwand, die Gesichtszüge sind mit Ölkreide gezeichnet. Das Kind ragt vom rötlich-braunen Fußboden in die dunkelblaue Zone des Todes. Es verbindet somit Leben und Tod.
Eine gespiegelte Version des Motivs findet sich auf einer im Jahr 1901 angefertigten Radierung. Drucke der Radierung werden unter anderem im Munch-Museum und der Norwegischen Nationalgalerie in Oslo gezeigt, sowie im deutschsprachigen Raum in Bremen, Chemnitz, Hamburg, Leipzig und Mannheim.

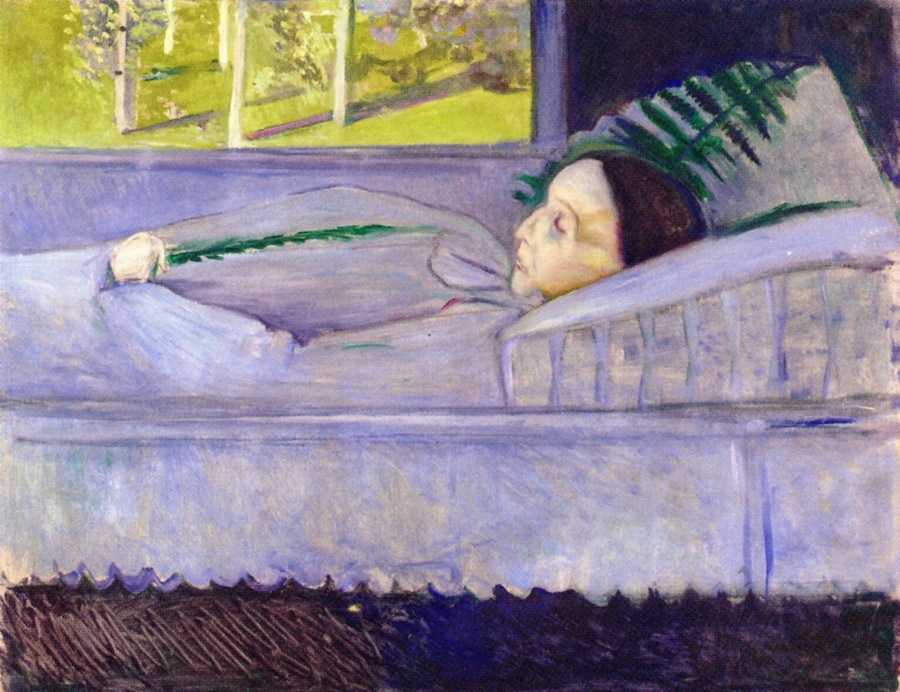
Die tote Mutter mit Frühlingslandschaft (1893), Munch-Museum Oslo
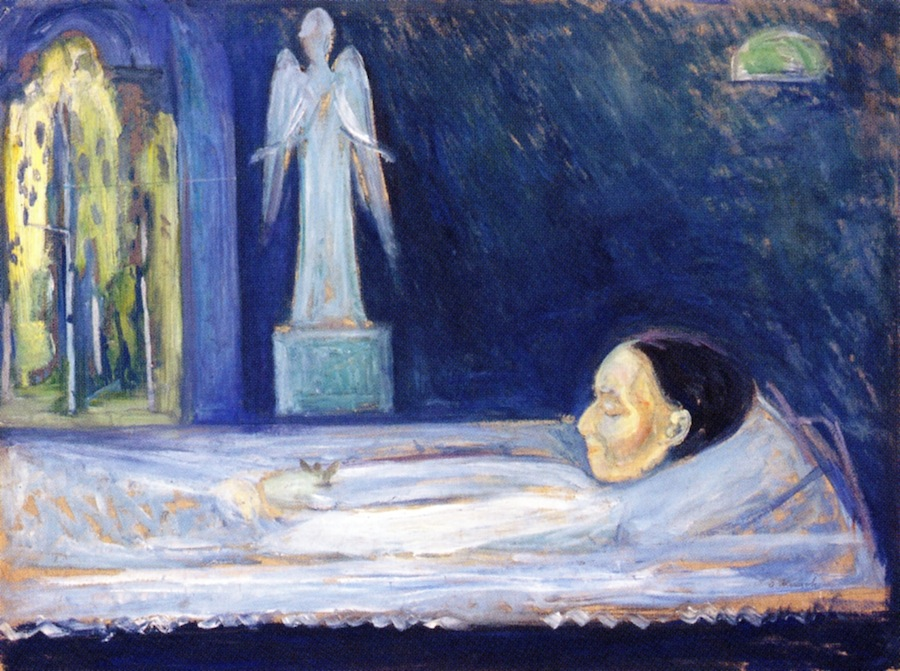
Die tote Mutter und der Engel des Todes (1893), Munch-Museum Oslo

Zwei Vorläufer des Motivs aus dem Jahr 1893 stellen die gestorbene Mutter im Totenbett ohne das Kind oder andere trauernde Verwandte dar. Sie sind, obwohl beide 1893 entstanden, sowohl in der Szenerie als auch im Stil sehr unterschiedlich: Die tote Mutter mit Frühlingslandschaft macht eine allegorische Aussage über das Wesen des Todes und ist dabei flächenhaft und synthetistisch gehalten, Die tote Mutter und der Engel des Todes verbildlicht eine konkrete Szene und ist eher impressionistisch gemalt. Reinhold Heller leitet daraus ab, dass Munch seinen Stil dem Sujet seiner Bilder anpasste.